# アゼルバイジャン

アゼルバイジャン共和国
Azərbaycan Respublikası

国の標語：なし
国歌：Azərbaycan Respublikasının Dövlət Himni（アゼルバイジャン語）
アゼルバイジャン共和国国歌

アゼルバイジャン共和国（アゼルバイジャンきょうわこく、英: Republic of Azerbaijan、アゼルバイジャン語: Azərbaycan Respublikası）、通称アゼルバイジャン は、ユーラシア大陸のコーカサス地方、カスピ海西岸にある国家である。首都であり最大の都市はバクー。

## 概要
東ヨーロッパと西アジアの交差点に位置し、東にカスピ海、北にロシア、北西にジョージア、西にアルメニア、南にイランに囲まれている。ナヒチェヴァンの飛び地は、北と東にアルメニア、南と西にイランに囲まれ、北西にはトルコとの国境が10km（6.2マイル）ある。
1918年にアゼルバイジャン民主共和国が、独立を宣言し、初の世俗的な民主的イスラム教徒多数国家となった。1920年、アゼルバイジャン・ソビエト社会主義共和国としてソビエト連邦に編入された。現代のアゼルバイジャン共和国はソ連が解散する直前の1991年8月30日に独立を宣言した。1991年9月、紛争地域であるナゴルノ・カラバフ地域のアルメニア人大多数が脱退し、アルツァフ共和国が誕生した。1994年の第一次ナゴルノ・カラバフ戦争の終結によりナゴルノ・カラバフは事実上独立した。2020年のナゴルノ・カラバフ戦争後、ナゴルノ・カラバフの7地区と一部がアゼルバイジャンの支配下に入った。2023年9月の軍事作戦でアルツァフは事実上降伏し、アゼルバイジャンはナゴルノ・カラバフの主権回復を宣言した。
アゼルバイジャンは単一の半大統領制共和国である。6つの独立したトルコ系国家の一つであり、テュルク評議会とテュルクソイ共同体の活発なメンバーである。また、テュルク語圏諸国議会にも所属している。182カ国と外交関係を持ち、国連（1992年以降）、欧州評議会、非同盟運動、OSCE、NATO平和のためのパートナーシップ（PfP）プログラムなど38の国際機関に加盟している。また、GUAM、独立国家共同体（CIS）、化学兵器禁止機関の創設メンバーの一つであり、世界貿易機関（WTO）のオブザーバー資格を保有する。
人口の約97%がイスラム教徒であるが、アゼルバイジャンの憲法では公的な宗教は宣言されておらず、少数であるがロシア正教会などのキリスト教徒や山岳ユダヤ人コミュニティも存在し信教の自由が保障されている。主要な政治勢力はすべて世俗主義である。
発展途上国であり、人間開発指数は87位である。経済発展率と識字率が高く、失業率も低い。しかし、1993年から政権を握っている与党である新アゼルバイジャン党は、権威主義的であり、市民の自由、特に報道の自由の制限と政治的弾圧を強化するなど、人権抑圧が悪化していると非難されてきた。

## 国名
正式名称はアゼルバイジャン語で、Azərbaycan Respublikası [ɑzæɾbɑjdʒɑn ɾespblikɑsɯ]。カタカナの大まかな発音は、「アゼルバイヂャン・レスプブリカス」。
日本語の表記はアゼルバイジャン共和国、通称アゼルバイジャン。漢字表記では阿塞拜疆（略表記：塞）。新聞の見出しなど文字数が制限される場面では、アゼルと略されることがある。
英語表記はRepublic of Azerbaijan。
その語源はアケメネス朝ペルシアのメディア総督（サトラップ）のアトロパテスに由来する説と、ペルシャ語で火を意味する「Azar」と土地を意味する単語に由来する説がある。

## 歴史
現在のアゼルバイジャン共和国に当たる地域の紀元前後には、ウディ人の祖先と見られるアルバニア人の国家（カフカス・アルバニア王国）が成立していた。
歴史的には、イランの東アーザルバーイジャーン州、西アーザルバーイジャーン州とともにイラン高原を支配する政権の統治下にあることが多かった。もともとはイラン系の人々が住んでおり、南のイラン高原側と同じくゾロアスター教の拝火壇などの宗教施設が多数建立されていた。
7世紀にアラブの支配下に入ったのちも住民はゾロアスター教徒が多く、シーア派の信徒たちも含めてイスラム教への改宗は緩やかだったようである。イスラム時代以降この地域は、バクーより北側の地域をシルヴァーン地方、バクー周辺をグシュタースフィー地方、アラス川北岸の内陸部をアッラーン地方、クラ川とアラス川が合流する低地一帯をムーガーン地方と呼んでいた。

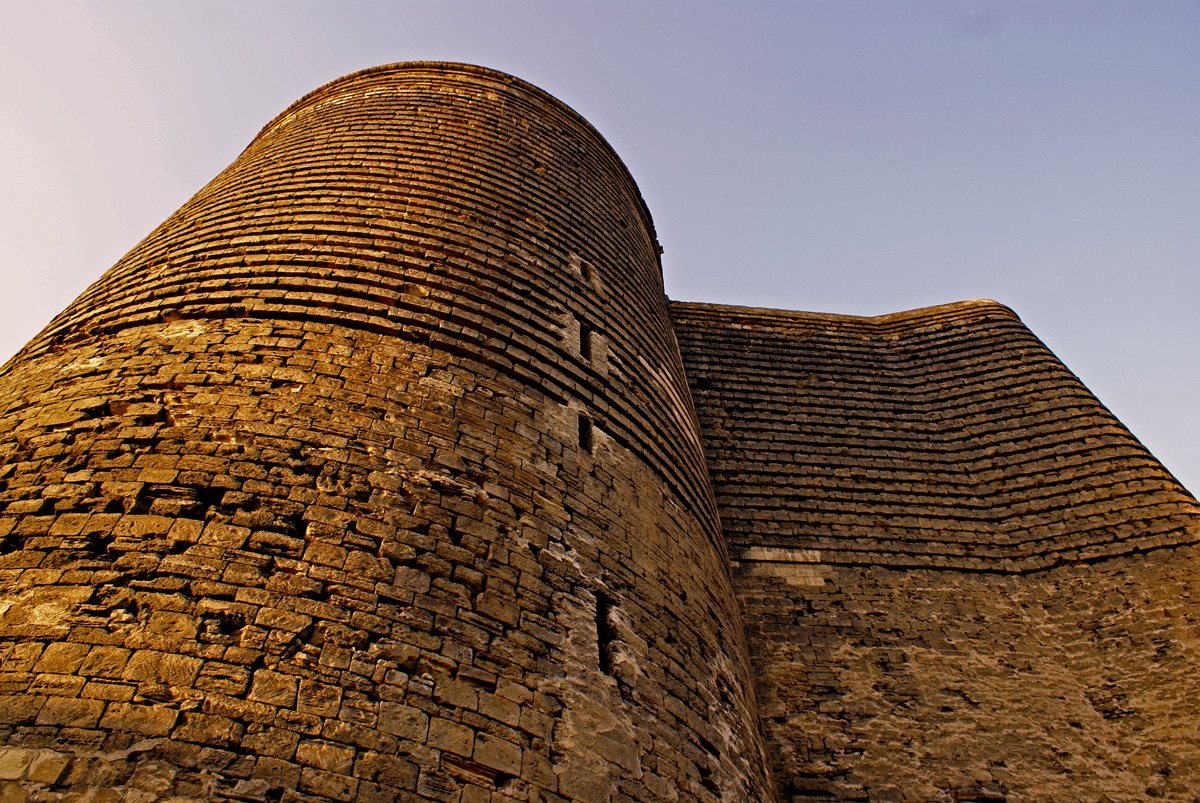
11世紀から12世紀に建てられたバクー旧市街の乙女の塔

セルジューク朝の時代にオグズ・テュルク系遊牧民（テュルクメン）が進出してテュルク化・イスラム化が進んだ。特にモンゴル帝国の地方政権イルハン朝時代は、ムーガーン地方周辺が南方のバグダードと並んでイルハン朝君主たちの冬営地に定められた地域でもあった。またイルハン朝滅亡後はカラコユンル朝やジョチ・ウルス系の諸政権の支配が及ばなかった集団の出入が激しく、これらテュルク・モンゴル系の遊牧勢力の浸透によって、これらの地域の住民のテュルク化・イスラム化はさらに進展した。一時ティムール朝の支配下にあったものの、イルハン朝滅亡後はこれらの地域を統括できる政治勢力は久しく現れなかった。
17世紀にこの地方を拠点にサファヴィー朝が起こり、カスピ海南西岸地域一帯の多くのテュルクメン系の人々がシーア派へ改宗した結果、アゼルバイジャン人（アゼリー人）と呼ばれる民族が形成されていった。アラス川以北の現アゼルバイジャン共和国領は、元来イラン高原に属しウルーミーエ湖周辺のタブリーズやマラーゲを中心とするアーザルバーイジャーン地方とは別個の地域であって、アゼルバイジャンとは呼ばれていなかったが、南の東西アーザルバーイジャーン州との民族的共通性から次第にアゼルバイジャンという地名で呼ばれるようになった。アルダビール州からカスピ海沿岸部にかけてはタリシュ人のタリシュ・ハン国（1747年-1813年）が自治していた。
1804年に始まった第一次ロシア・ペルシア戦争の講和条約であるゴレスターン条約（1813年）でアゼルバイジャンの大部分がロシア帝国領に編入された。1826年に始まった第二次ロシア・ペルシア戦争の講和条約であるトルコマーンチャーイ条約（1828年）で、ガージャール朝ペルシアのアラス川北岸地域もロシア帝国に割譲された。
やがてロシアの統治下でアゼリー人の民族意識が高まった。1918年、この地域のアゼリー人民族主義者たちはロシア革命（十月革命）後の混乱を縫ってアゼルバイジャン民主共和国を打ち立てることに成功したが、イギリス軍によって占領され、これに反応した赤軍がバクーに侵攻、ソビエト政権が成立した。1922年末、ザカフカース社会主義連邦ソビエト共和国の一部となり、同連邦の解体に伴い1936年よりアゼルバイジャン・ソビエト社会主義共和国として直接にソビエト連邦を構成する共和国の一つになった。
1989年10月5日、共和国主権宣言。1991年2月5日、「アゼルバイジャン共和国」に国名変更。1991年8月30日、共和国独立宣言。
1991年12月21日、独立国家共同体（CIS）に参加。同年12月25日付でソ連邦は解体・消滅。これによりアゼルバイジャンは晴れて独立国家となった。

## 政治

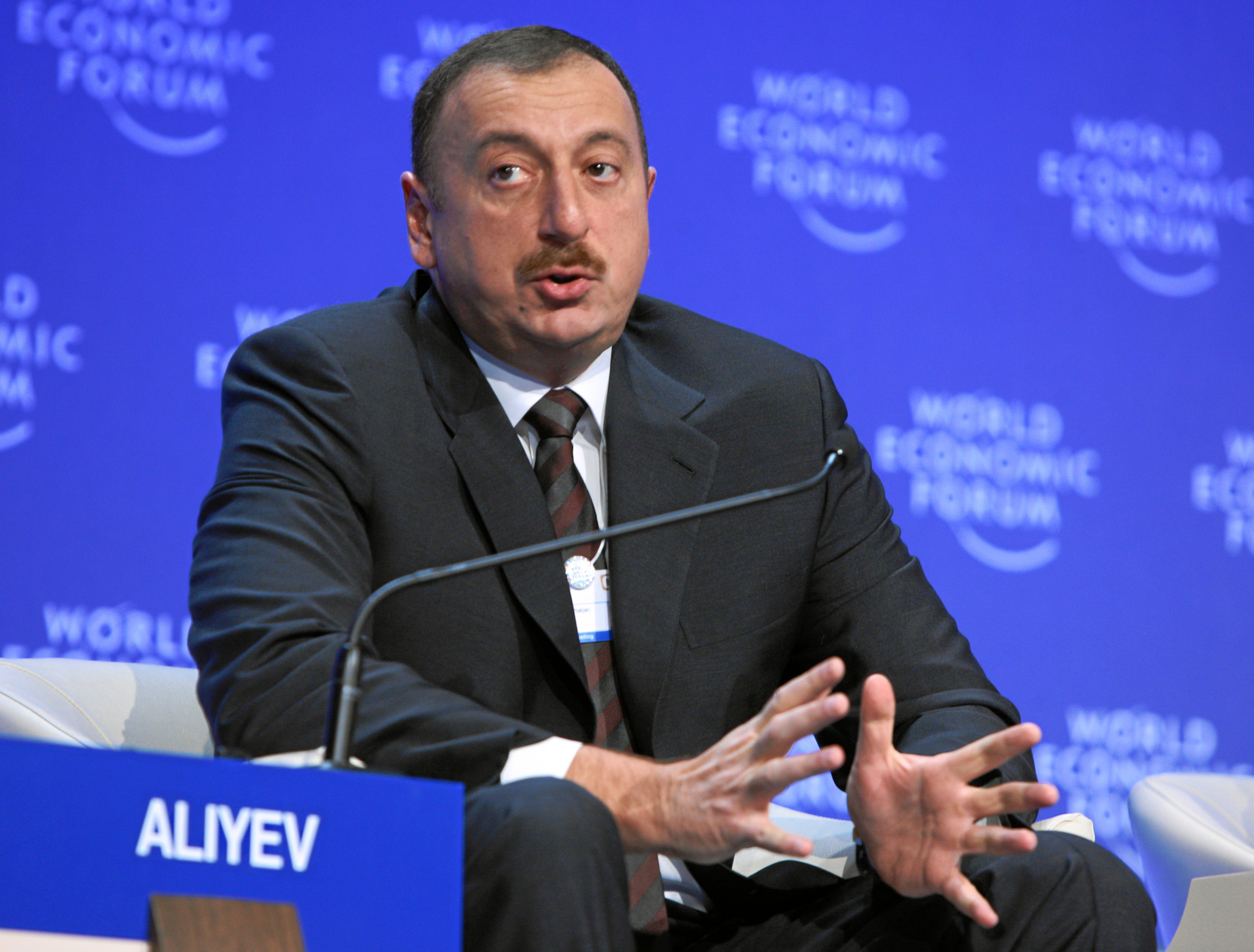
第4代大統領イルハム・アリエフ

事実上、アゼルバイジャン共産党が改名した新アゼルバイジャン党の一党独裁であり、
他の中央アジア諸国やカフカス諸国と同じくソビエト連邦時代の社会主義的体制が温存されている。

### 行政
大統領は直接選挙で選出され、任期は7年。政府閣僚は、大統領が任命する。大統領附属機関としてアゼルバイジャン共和国大統領附属安全保障会議がある。
1993年以来、元アゼルバイジャン共産党書記長のヘイダル・アリエフが大統領として政権を掌握し、強権的な政治を敷いてきた。2003年にアリエフは健康不安から引退を余儀なくされたが、長男のイルハム・アリエフが後継者に指名されて大統領選挙に勝利し、権力の世襲委譲が果たされた。
2016年、国民投票により大統領の任期が5年から7年に延長されたほか、大統領就任に必要な年齢制限を撤廃、副大統領職の新設などの制度改正が行われた。2017年、新設された副大統領職にイルハム・アリエフ大統領の妻、メフリバン・アリエヴァが任命されている。

### 立法
立法府の名称は、国民議会（ミリー・メジリス）で、一院制で任期5年、議席数は125議席。

### 政党
複数の政党が存在するが、事実上はイルハム・アリエフが党首である「新アゼルバイジャン党」によるヘゲモニー政党制である。

### 司法
司法権はアゼルバイジャン最高裁判所とアゼルバイジャン憲法裁判所に属している。

## 国際関係

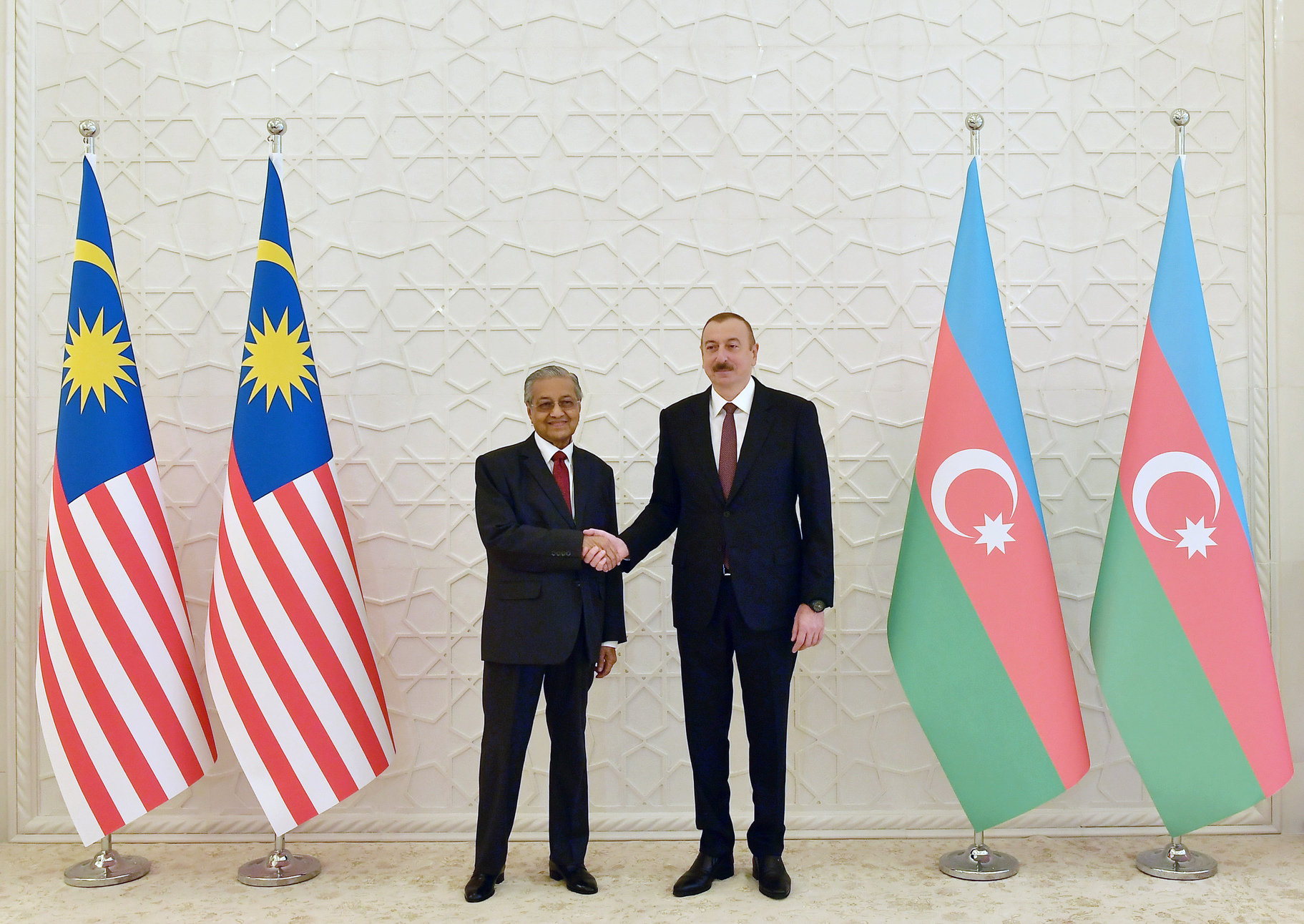
イルハム・アリエフとマレーシアの首相マハティール・ビン・モハマド(2019年10月26日)

アゼルバイジャンは、非同盟運動、欧州安全保障協力機構、NATO平和のためのパートナーシップ、欧州・大西洋パートナーシップ理事会、世界保健機関、欧州復興開発銀行、欧州評議会、CFE条約、民主主義共同体、国際通貨基金、世界銀行といった国際連合の関連団体および構成組織と多くの関係を築き上げている。
一方で脱ロシア志向のウクライナやモルドバとは1997年にGUAMを結成し、創立時より参加を続けている。また、ウクライナとジョージアが2005年に発足した民主的選択共同体（CDC）には、オブザーバーの1ヶ国として参加している。

### アルメニアとの関係
ナゴルノ・カラバフ問題を巡って対立関係にある。両国間に外交関係はなかったが、2020年からのアルメニアとの戦争（2020年ナゴルノ・カラバフ紛争、2022年アゼルバイジャン・アルメニア軍事衝突、2023年ナゴルノ・カラバフ衝突、）での勝利を経てナゴルノ・カラバフ地域の支配権を奪還。2025年7月10日にようやく首脳会談が実現した

### トルコとの関係
同じくテュルク系のトルコとは強い友好関係が築かれており、しばしば「2つの国家、1つの民族」と形容される。トルコは1991年のアゼルバイジャン独立を承認した最初の国であり、アゼルバイジャンの石油とガス輸出の主要なパイプラインが通過する。トルコとアルメニアはアルメニア人虐殺を巡って険悪な関係であることも加わり、ナゴルノ・カラバフ問題ではアゼルバイジャンの主張を全面的に支持し、アゼルバイジャン将校の訓練など軍事的支援を行っている。。

### イスラエルとの関係
イランと同じシーア派イスラム教信者が多数を占めている国であるが、イスラエルとは軍事協力を行っておりイスラム圏の中では最も親イスラエル国家とされる。

### イランとの関係
同じシーア派イスラム教信者が多数を占めている国であるが、アゼリー人支配地域がイラン北西部に及んでいる歴史に加え、親欧米国かつイスラエルと友好国のアゼルバイジャンと逆に欧米西側諸国やイスラエルと敵対するイランとの間では複雑な関係を持っている。

### フランスとの関係
フランスはアルメニアに軍事支援などを行っている。フランスは大戦中に行われたトルコによるアルメニア人大量虐殺（ジェノサイド）を非難し、2001年には法的にジェノサイドを認定しており、必然的にアゼルバイジャンとも良好な関係ではない。

## 軍事

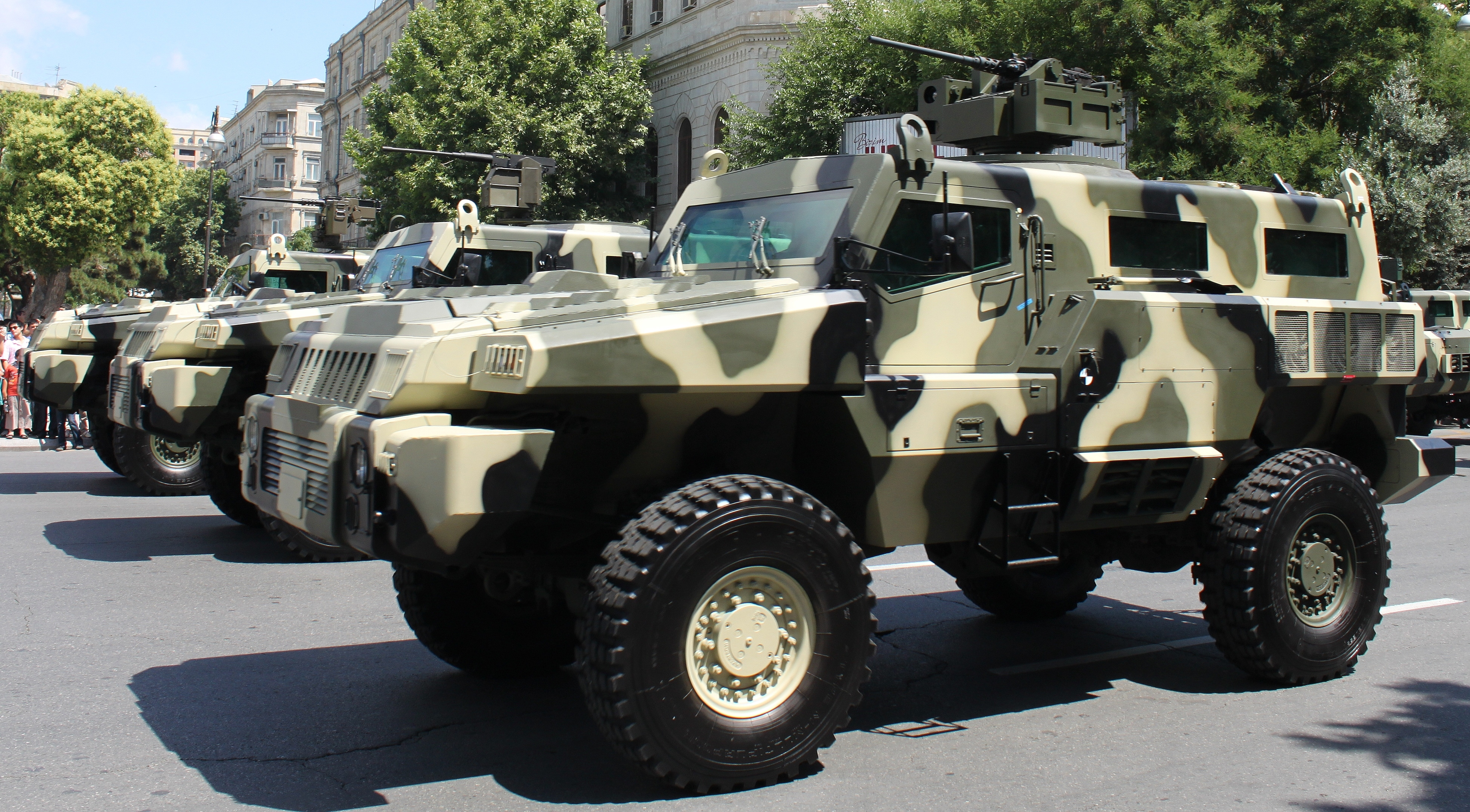
陸軍が保有する軍用車両であるマローダー
マローダーは同国の軍事力を象徴する存在ともなっている

陸軍、海軍、空軍の三軍がある。このほか、国境警備隊や沿岸警備隊、国家警備隊を有する。海軍や沿岸警備隊はカスピ海に展開している。

### 情報機関
アゼルバイジャンにおける主要な情報機関は国家安全保安局（DTX）である。

## 地理

地形図

カスピ海の西岸に位置し、北はロシア、南はイランに挟まれる。北緯38度〜42度、東経44度〜55度。南北400km、東西500kmに及ぶ。地形上、カスピ海沿岸部と大コーカサス山脈、中央平原に3区分できる。全ての河川がカスピ海に注ぎ、最長はKur川の1515kmである。最高地点はバザルドュズ山（海抜4466m）である。南にアゼルバイジャンの飛地である自治共和国ナヒチェヴァン自治共和国がある。領土内にアゼリー人居住地に囲まれているもののアルメニア人人口の多いナゴルノ・カラバフ地方がある。
飛地はナヒチェヴァンのほかにカルキ、ユカリ・アスキパラ、バルクダルリ、ソフルがある。いずれもアルメニアに囲まれており、ナゴルノ・カラバフ戦争時にアルメニアに占領された。他方、アゼルバイジャンは領内にあったアルメニアの飛地アルツヴァシェンを占領している。

バクーから半島にかけ344の泥火山が分布

### 環境

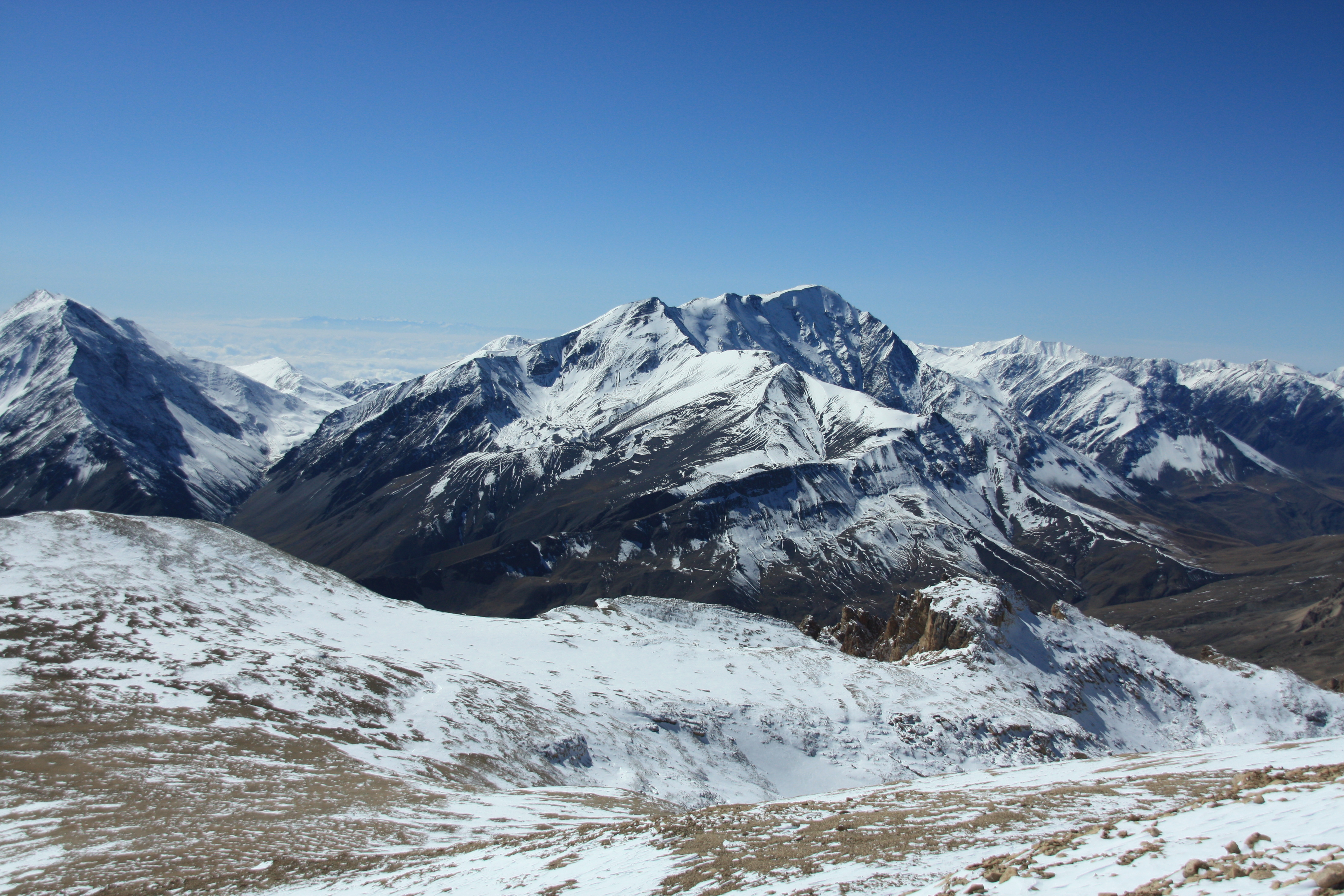
最高峰バザルドュズ山

### 生態系

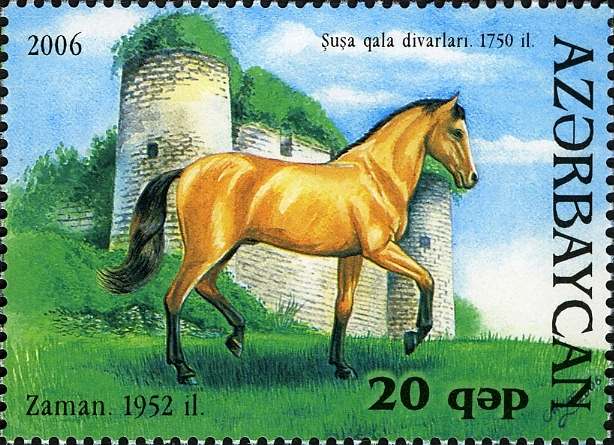
カラバフ馬が印刷された切手
カラバフ馬はアゼルバイジャンを代表する動物である

アゼルバイジャンでは、106種の哺乳類、97種の魚類、363種の鳥類、10種の両生類、52種の爬虫類が記録・分類されている。
アゼルバイジャンの国獣は、同国の山岳ならびに草原に生息しているカラバフ馬である。カラバフ馬は、その優れた気性やスピード、優雅さ、そして知性で定評があり、競馬および乗馬でもポピュラーな存在となっている。また、カラバフ馬は最古の馬の品種の1つであり、同国特有の生物の一つに挙げられる。その祖先は古代にまで遡るが、今日においてこの馬は絶滅危惧種に指定されている。

### 紛争

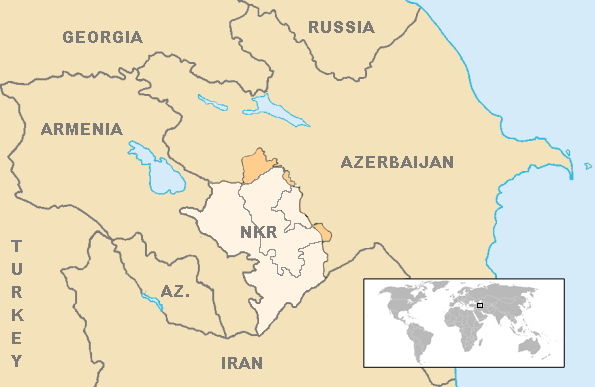
1994年の停戦後の境界。
「ナゴルノ・カラバフ共和国」は2020年までアゼルバイジャンの領土の約9％を実効支配しており、旧自治州の領域を越えてアルメニアと境界を接していた。

ナゴルノ・カラバフ地方ではアルメニア人の人口が多く、同地域のアルメニアへの帰属変更を掲げたことでアゼルバイジャンと分裂状態となり、ソビエト解体から1994年に停戦合意をするまで紛争地域となっていた。停戦合意後も2014年に衝突が起き不安定な状態を抱えており、2016年4月2日、ナゴルノ・カラバフ自治州でアゼルバイジャンとアルメニア軍による軍事衝突が発生している。戦闘は翌3日も続き、兵士30人が死亡している。この戦闘でアゼルバイジャンは初めて勝利し「八つの丘を含む200ヘクタール」を奪還した。また2020年の紛争でもアゼルバイジャンは優位に戦いを進め、ナゴルノ・カラバフのうち首都ステパナケルトとラチン回廊を除く大部分の領土がアゼルバイジャンに返還されることとなった。2023年9月19日、アゼルバイジャンはナゴルノ・カラバフへ攻勢をかけ、24時間後にアルメニア人の自称国家「アルツァフ共和国」（ナゴルノ・カラバフ共和国）を事実上降伏させた。アルツァフ共和国は2024年1月1日付で解散を宣言（後に撤回し、現在は亡命政府となっている）し、ナゴルノ・カラバフ紛争は収束に向かっている。
2020年ナゴルノ・カラバフ紛争以降、アルメニアと国境紛争が続いている。アゼルバイジャンはアルメニアへ侵攻し、少なくとも215平方キロメートルを実効支配している。

## 地方行政区分

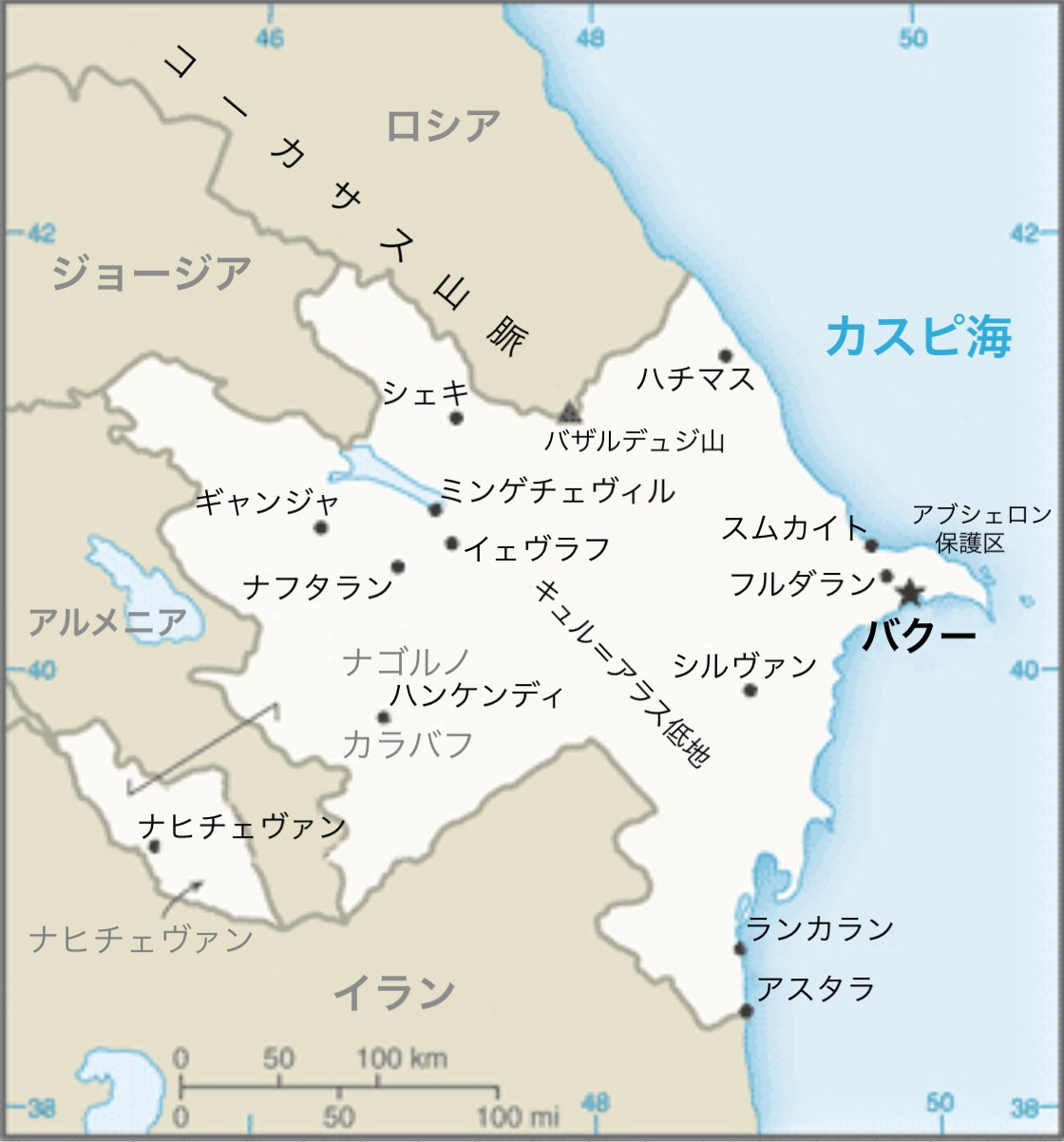
アゼルバイジャンの地図

アゼルバイジャンの地方行政区画は、59の県 (rayon)、県と同レベルの11市 (sahar)、および1つの自治共和国 (muxtar respublika) で構成される。
- ナヒチェヴァン自治共和国 (Naxçivan Muxtar Respublikası)
- ナゴルノ・カラバフ (Dağlıq-Qarabağ) - 2023年までアルツァフ共和国（ナゴルノ・カラバフ共和国）として事実上独立状態にあった。将来の地位は未定。

## 経済

色と面積で示したアゼルバイジャンの輸出品目（2019年時点）

国際通貨基金（IMF）の統計によると、2015年のアゼルバイジャンの国内総生産（GDP）は540億ドルである。一人当たりのGDPは5,739ドル。通貨マナトが対米ドルで急落しており、年を追うごとに数値は低くなっている。
欧米の直接投資と原油高に伴う多額の収入が国内の経済を急速な勢いで成長させているが、一方で激しいインフレと失業率に悩まされている。また、環境汚染も深刻である。
国内の労働市場は経済状況に比べれば不安定でIDP（国内避難民）も多く抱える同国の国民生活は決して経済成長率を反映しているとは受け取れない。
世界銀行のDoing Businessレポート2019によると、アゼルバイジャンの「ビジネス環境ランキング」順位は57から25に向上した。

### 鉱業

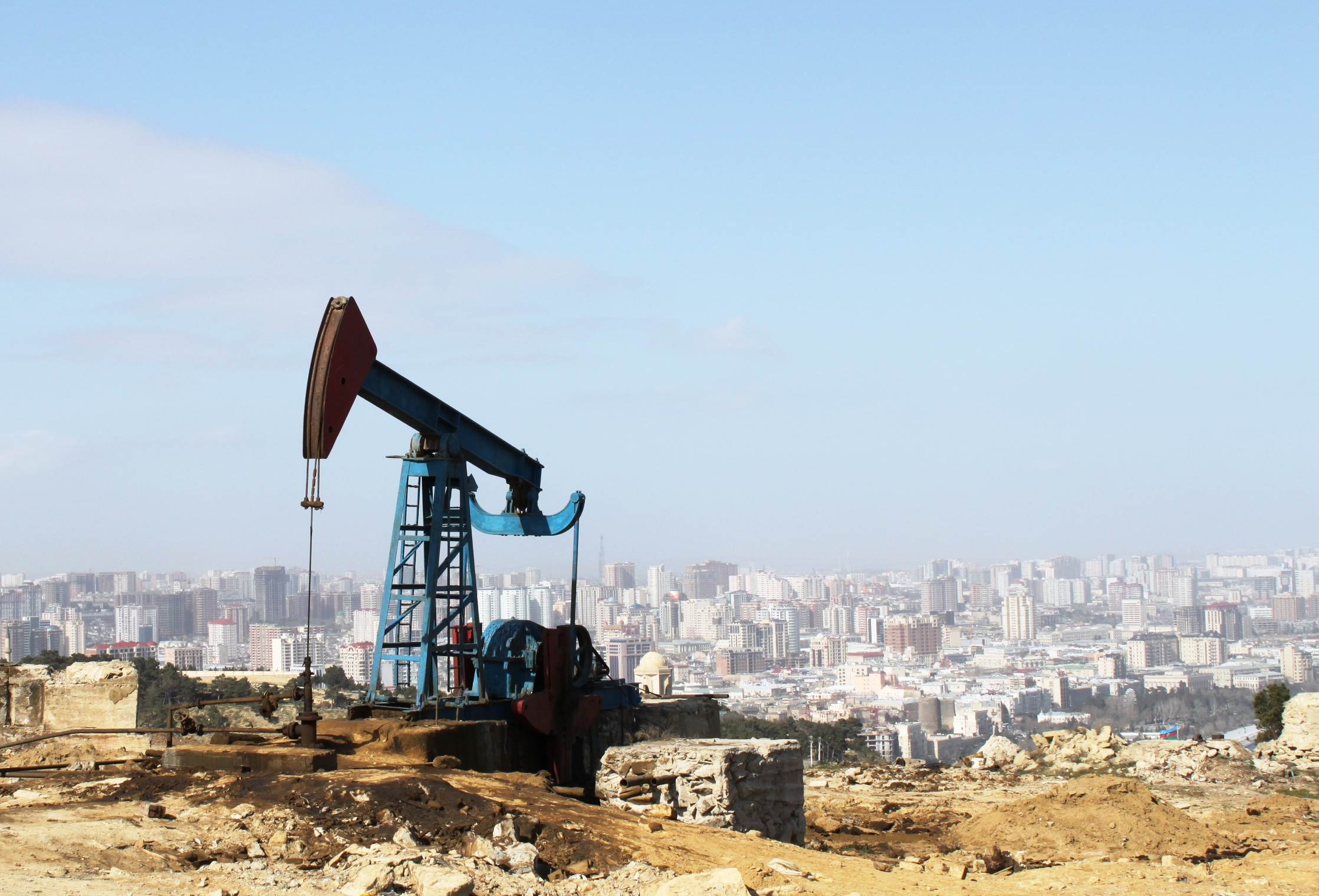
バクー油田

バクー油田など豊富な天然資源があり、ソ連崩壊やアルメニアとの紛争で落ち込んだ経済を支えている。天然資源の存在は第二次世界大戦やチェチェン問題とアゼルバイジャンの関係とも大きくかかわっている。
2006年にはアゼルバイジャンの首都バクー、ジョージアのトビリシ、トルコのジェイハンを結ぶBTCパイプラインが開通した。同パイプラインはBPなどの日欧米企業が出資、輸送能力日量100万バレルの原油パイプラインである。これはロシアに対抗する欧州向け原油輸出パイプラインとして期待され、カザフスタン原油の輸出も計画されている。
カスピ海では油田のほかに天然ガス田も生産を始めている。2020年12月には、アゼルバイジャンからジョージア、トルコ、ギリシャを経由してイタリアへと天然ガスを送るアドリア海横断パイプライン（TAP）が稼働した。アゼルバイジャンの国営資源企業SOCARのほかブリティッシュペトロリアム（BP）などが出資しており、ブルガリアも供給を受ける。

### 農業
2007年時点のアゼルバイジャンの国土の約54.9パーセントは農地となっている。

### 工業
アゼルバイジャンの工業は軍事産業に特化する形で発展を遂げて来た。2000年代後半の時点で、同国の軍事産業は、軍事的生産能力が増大している自治組織として台頭して来た。なお国防産業省は、ウクライナやベラルーシ、パキスタンの防衛部門と協力関係にある。ただし2007年時点では、鉱業と炭化水素産業がアゼルバイジャン経済の95％以上を占めており、製造業への多様化は依然として長期的な問題となっている面が否めない侭である。

### 金融
2010年4月1日時点で、47の銀行および631の銀行支店が同国内で運営されている。

### 観光

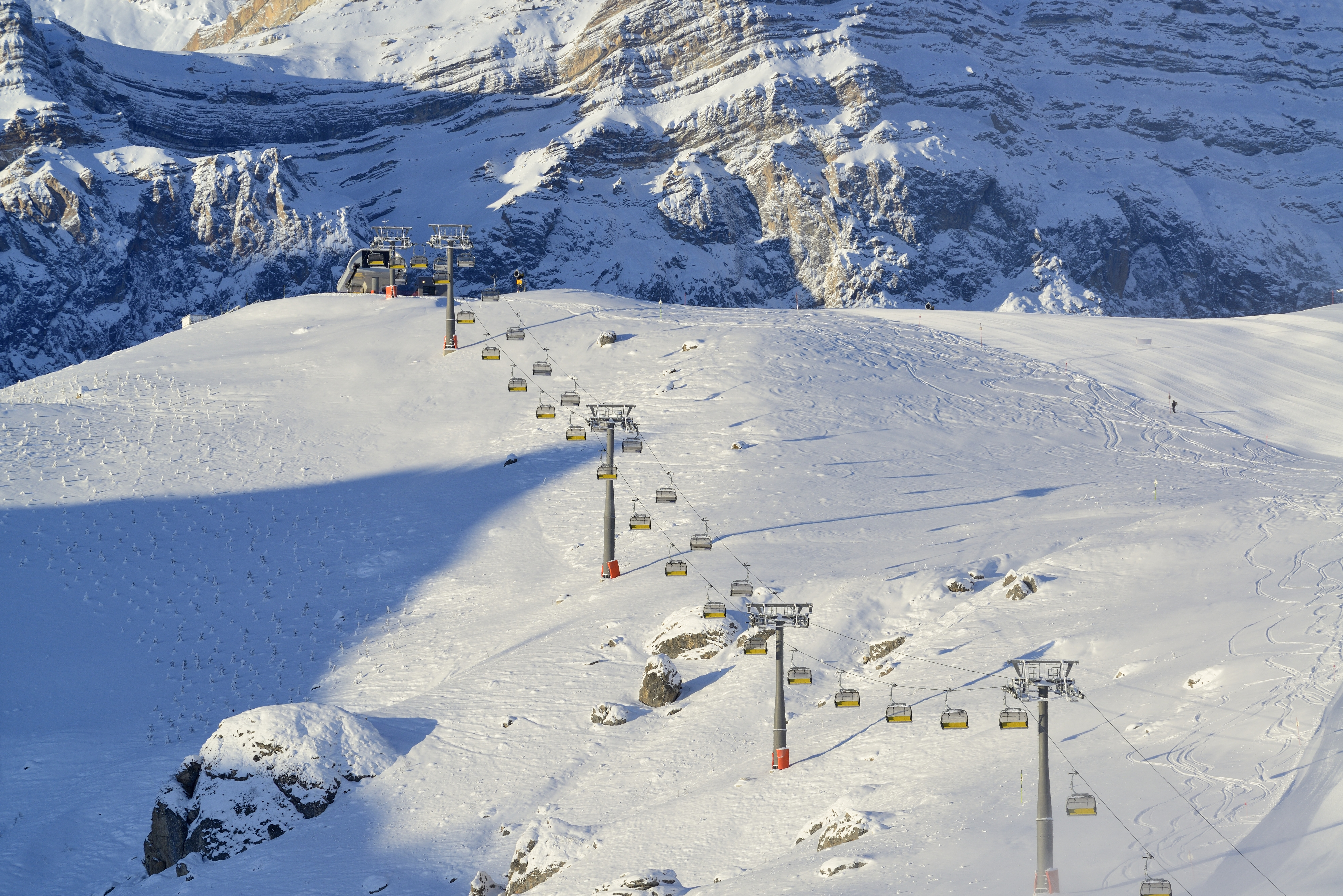
シャダ・マウンテン・リゾート

1990年代のソ連崩壊とナゴルノ・カラバフ戦争によって、観光産業とアゼルバイジャンの観光地としてのイメージは低下した。2000年代以降は政府が観光を重視しており、世界経済フォーラムのTravel and Tourism Competitiveness Report 2015によると、アゼルバイジャンは世界で84位につけている。また、世界旅行観光評議会の報告によると、アゼルバイジャンは2010年から2016年の間で観光客が最も伸びている上位10カ国のうちの1つとなり、2017年の指標では旅行と観光の経済が最も急速に発展している国の中で第1位（46.1％）である。

## 交通
同国の交通機関は発展途上の段階にあるが、関連システムの近代化に伴い刷新計画に力を入れている面が窺える。また、シルクロードや南北輸送回廊などの主要な国際交通動脈の交差点にあるアゼルバイジャンの地理的要因は、国家経済にとって交通が戦略的に重要であることを示している。

### 鉄道
2010年時点で、広域鉄道と電化鉄道がそれぞれ延べ2,918 km（1,813 mi）と1,278 km（794 mi）ある。 

### 空港
アゼルバイジャンには35の空港と1のヘリポートがある。同国のフラッグキャリアは首都バクーにある国際空港ヘイダル・アリエフ国際空港を拠点ハブ空港とするアゼルバイジャン航空である。

## 科学技術

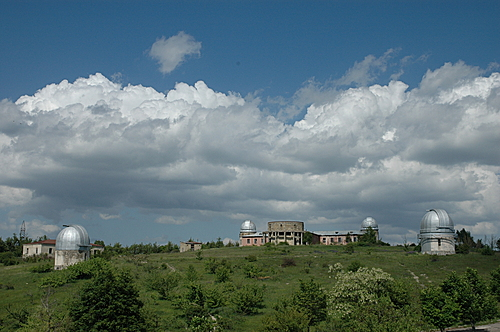
シャマフ天体物理天文台

アゼルバイジャンの科学技術は主に地震に関するもので占められている。21世紀には、エルチン・ハリロフ（Elchin Khalilov）らの基本的な研究に触発された数多くの著名なアゼルバイジャンの地球力学とジオテクトニクスの科学者が、同国の地震動の中心地の大部分を占める何百もの地震予知ステーションと耐震建物を設計した。泥火山の活動を監視することで地震予知を試みている。

## 国民
| 民族構成（アゼルバイジャン） | 民族構成（アゼルバイジャン） | 民族構成（アゼルバイジャン） | 民族構成（アゼルバイジャン） | 民族構成（アゼルバイジャン） |
| ---------------------------- | ---------------------------- | ---------------------------- | ---------------------------- | ---------------------------- |
|                              |                              |                              |                              |                              |
| アゼルバイジャン人           | アゼルバイジャン人           |                              | 91.6%                        | 91.6%                        |
| ロシア人                     | ロシア人                     |                              | 1.3%                         | 1.3%                         |
| アルメニア人                 | アルメニア人                 |                              | 1.3%                         | 1.3%                         |
| その他                       | その他                       |                              | 3%                           | 3%                           |

### 国内民族構成・アゼリー人分布
住民は、民族的にはテュルク系のアゼルバイジャン人（アゼリー人）が人口の91.6%を占め、圧倒的に多い。アゼリー人の外、レズギ人（2.0%）、ロシア人（1.3%）、タリシュ人、アルメニア人、タート人、山岳ユダヤ人が居住している。また、ソ連時代の名残りから人名はロシア語風の姓が多く見受けられる。

アゼルバイジャン人（水色）とアルメニア人(黄緑色)の分布。アゼルバイジャン人は、アゼルバイジャンだけでなく、ナゴルノ・カラバフの南にあるイラン北西部側に居住していることがわかる

### 言語
公用語はアゼルバイジャン語だが、日常的にはロシア語も使用される。レズギ語、タート語、ユダヤ・タート語も使われる。

### 宗教
宗教的にはアゼリー人を含めたムスリム（イスラム教徒）が95%（シーア派85%、スンニー派15%）と圧倒的に優勢で、キリスト教正教会、ユダヤ教会、キリスト教アルメニア教会が少数派として存在する。

### 教育
義務教育は9年間となっている。初等・中等（一般中等・完全中等）教育は、基本として公立学校が中心となっていることから無料とされている。
現在、首都バクーとその地域の大学を含む61の高等教育機関が確認されており、特に大学においては38の国立大学と11の私立大学が混在する状態となっていることが報告されている。
- バクー国立大学

## 治安
国内の治安は比較的平穏で、検挙率は約85%と高い数値を示しており、テロ事件は発生していない。しかし、アルメニアとの間でナゴルノ・カラバフを巡る対立が続いている点や2020年9月27日の軍事衝突勃発から、国内における治安は酷く不安定なものへと変わっており、特にナゴルノ・カラバフ周辺やその域内では、同国軍とアルメニア武装勢力による小規模な衝突が散発的に発生しているとの報道がされている。特にアルメニアの国境付近では「停戦合意違反」による銃撃戦などがしばしば発生している。
現在、当地治安機関などが「国内におけるテロの脅威が高まっている」として警戒情報を発出している。また、ナゴルノ・カラバフ地域には多数の地雷が埋設されていて非常に危険であるとされ、アルメニアとの国境地域も含め同地域には近付かないよう規制が掛けられている。

### 法執行機関

#### 警察
アゼルバイジャン共和国警察が主体となっている。同警察は、内務省とナヒチェヴァン市警察の専門部隊を通じて、ナヒチェヴァン自治共和国の法律を執行する責任も負っている。

## マスコミ
同国の報道機関やメディアは国営企業と営利企業の両方によって運営されており、広告をはじめとしたその他の販売関連業の収入に依存しているのが現状である。
言論の自由や思想における自由は同国憲法の第47条によって保証されることとなっているが、国境なき記者団によれば報道の自由指数で168位～180位に格付けされている。

## 文化

### 食文化

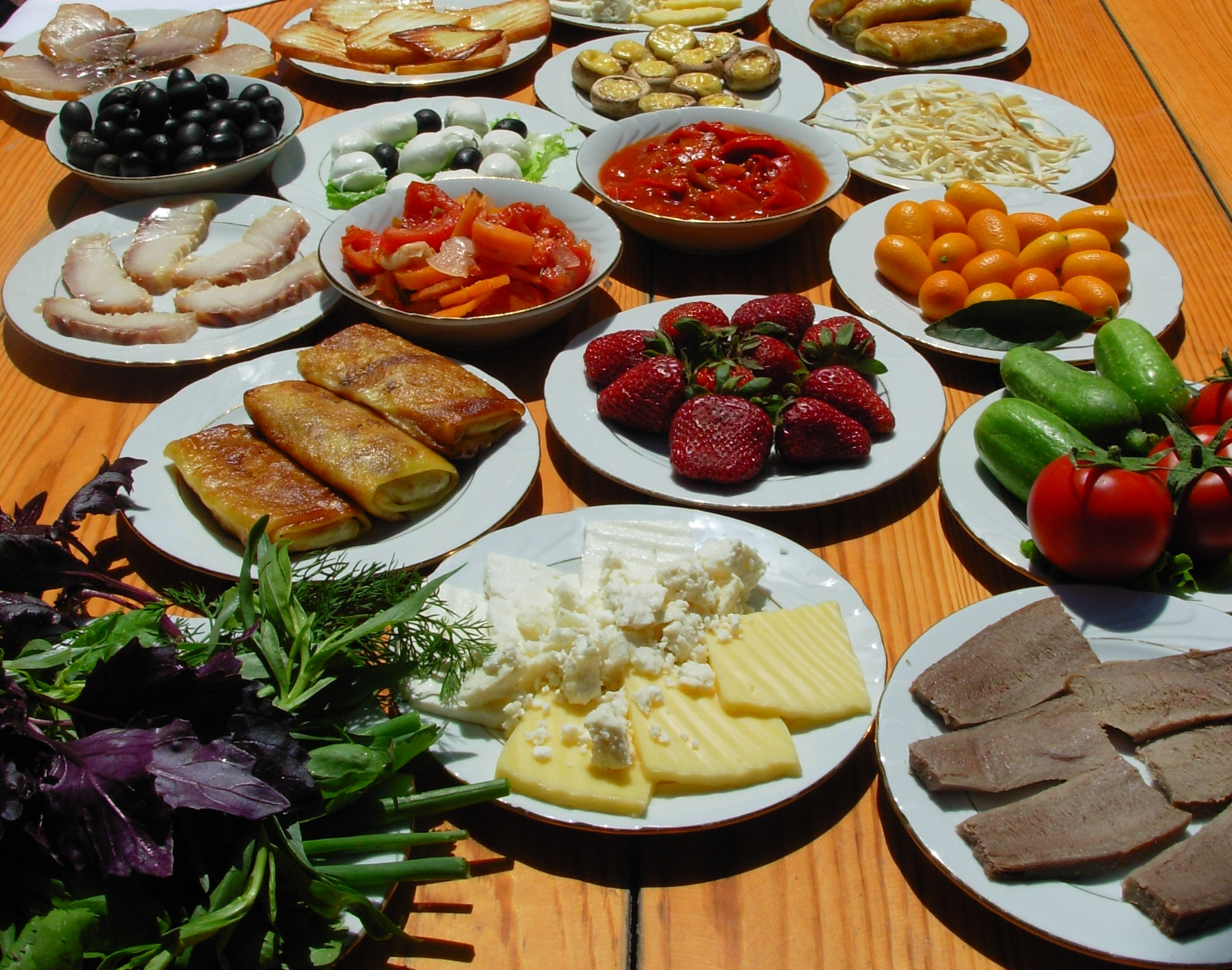
アゼルバイジャン料理の軽食

アゼルバイジャンはワインの有名な産地であり、コーカサス有数の上質なワインで知られる。ロシア国内ではジョージア産ワインはよく見かけるが、アゼルバイジャン産のワインを見つけることはあまりできない。しかし、コストやクオリティなどを考えればロシアで人気のジョージア産に劣らないだけではなく、フランスワインよりも一部の人々には好まれている。庶民が好んで飲むイワノフカは低価格で飲みやすくおいしいとされる。また、世界遺産に登録されている乙女の塔の名をとったワインもある。

### 被服

民族衣装を着たアゼルバイジャン人の女性

### 世界遺産

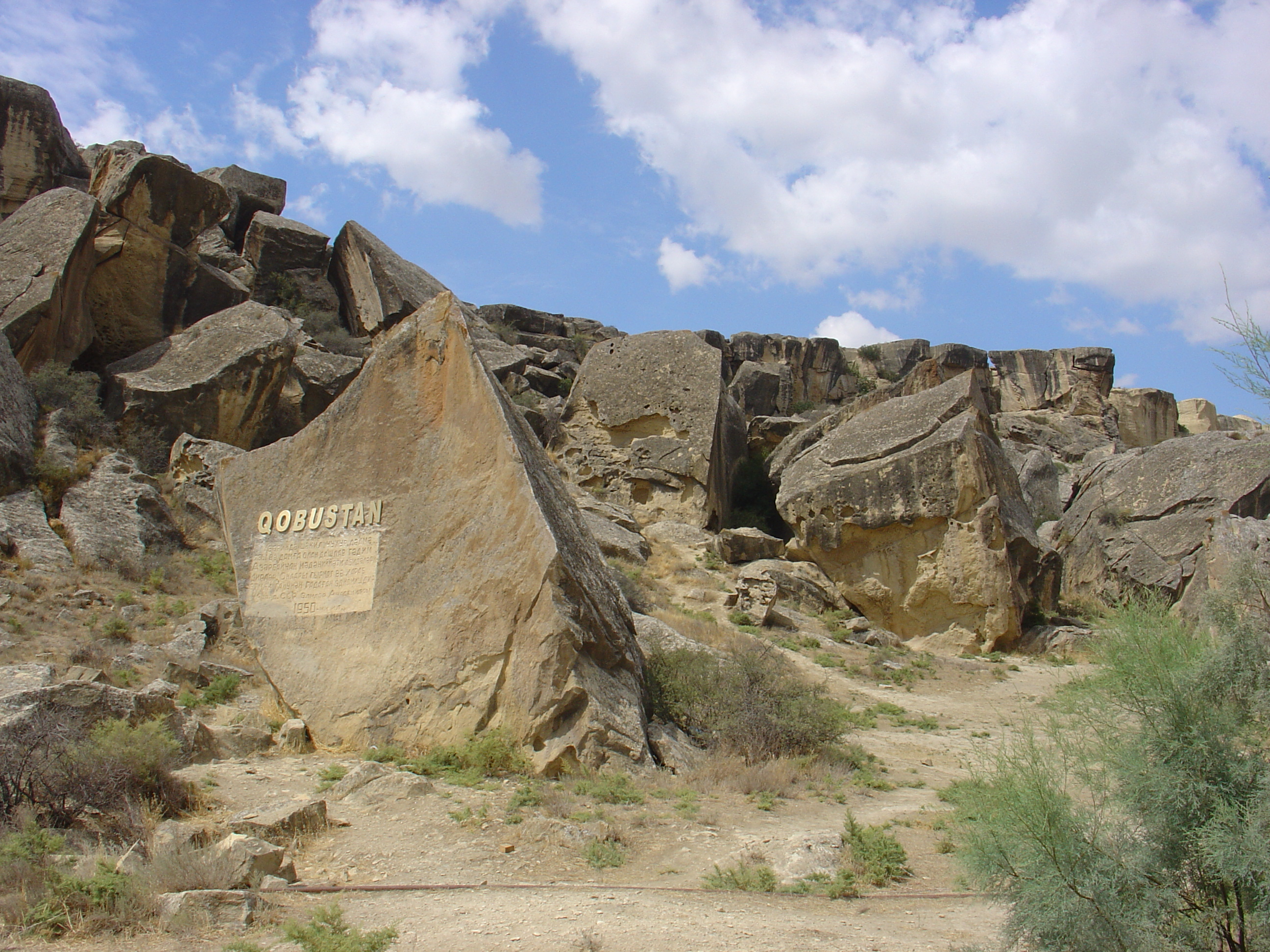
ゴブスタン国立保護区

アゼルバイジャン国内には、ユネスコの世界遺産リストに登録された文化遺産が3件存在する。2000年に登録された「城壁都市バクー、シルヴァンシャー宮殿、及び乙女の塔」、2007年に登録された「ゴブスタンの岩絵の文化的景観」、2019年に第43回世界遺産委員会を誘致した際に登録された「シャキの歴史地区とハーンの宮殿」になる。

### 祝祭日
| 日付             | 日本語表記                   | 現地語表記                                        | 備考                                                 |
| ---------------- | ---------------------------- | ------------------------------------------------- | ---------------------------------------------------- |
| 1月1日           | 元日                         | Yeni il                                           |                                                      |
| 1月20日          | 烈士の日                     | Qara Yanvar                                       | 黒い一月事件の記念日。                               |
| 3月8日           | 国際婦人デー                 | Qadınlar günü                                     |                                                      |
| 3月21日前後      | 春分の日                     | Novruz Bayram                                     | アゼルバイジャンでは新年を祝う移動祝日。             |
| 5月9日           | 対ファシズム勝利の日         | Faşizm üzərinə qələbə günü                        | 第二次世界大戦の退役軍人を祝う日。                   |
| 5月28日          | 共和国記念日                 | Respublika günü                                   | 1918年の共和国独立を祝う日。                         |
| 6月15日          | 国家救済の日                 | Azərbaycan xalqının Milli Qurtuluş günü           | アリエフ大統領が共和国の指導者となった日（1993年）。 |
| 6月26日          | 国軍の日                     | Azərbaycan Respublikasının Silahlı Qüvvələri günü | アゼルバイジャン共和国軍の創設記念日。               |
| 10月18日         | 独立記念日                   | Azərbaycanın müstəqillik günü                     |                                                      |
| 11月8日          | 勝利の日                     | Zəfər Günü                                        | 2020年ナゴルノ・カラバフ紛争のシュシャ解放記念日。   |
| 11月9日          | 国旗の日                     | Dövlət Bayrağı günü                               |                                                      |
| 11月12日         | 憲法記念日                   |                                                   | 共和国憲法が採択された日（1991年）。                 |
| 11月17日         | 復興記念日                   |                                                   |                                                      |
| 12月31日         | 全アゼルバイジャン人連帯の日 | Dünya Azərbaycanlılarının Həmrəyliyi günü         |                                                      |
| イスラム暦による | ラマダーン（断食）           | Ramazan Bayramı                                   |                                                      |
| イスラム暦による | 断食明け大祭                 |                                                   |                                                      |
| イスラム暦による | 犠牲祭                       | Qurban Bayramı                                    |                                                      |
| イスラム暦による | イスラムの新年               |                                                   |                                                      |

### スポーツ
アゼルバイジャンは国家として、サッカーのスペイン1部リーグ『アトレティコ・マドリード』のスポンサーになるなど、政府としてスポーツを重視している。2010年代に入ると同国は国際大会の誘致に熱心となり、2015年ヨーロッパ競技大会が開催され、2017年にイスラム連帯大会が行われた。さらにUEFA U-17欧州選手権2016、2012 FIFA U-17女子ワールドカップ、2010年欧州レスリング選手権、第25回欧州新体操選手権、2018年世界柔道選手権などの国際スポーツ大会が続々と開催されている。
サッカー
アゼルバイジャンではサッカーが最も人気のスポーツとなっており、1992年にアゼルバイジャン・プレミアリーグが創設された。
アゼルバイジャンサッカー協会（AFFA）はUEFAに加盟しており、カラバフFKやネフチ・バクーといった同リーグの強豪クラブは、UEFAチャンピオンズリーグやUEFAヨーロッパリーグの予選や本大会に出場している。
2019年のUEFA EL・決勝はバクー・オリンピックスタジアムで開催され、2021年に行われたUEFA EURO 2020のグループステージと準々決勝の試合も誘致された。なお、サッカーアゼルバイジャン代表はFIFAワールドカップおよびUEFA欧州選手権には未出場である。
格闘技
アゼルバイジャンはオリンピックでは1996年アトランタ大会で初参加を果たし、レスリング競技で通算25個のメダルを獲得している。伝統的なスポーツであるレスリングは、アゼルバイジャンの国民スポーツと見なされている。また、他の旧ソ連諸国同様に柔道も盛んである。これ以外にもアゼルバイジャンの伝統的なものとしては、バックギャモン、ズールハーネ、チョフガンがある。近年では総合格闘技においても有力な選手を輩出しており、人気となっている。

### その他の競技
モータースポーツでは、2016年にバクー市街地コースでF1ヨーロッパグランプリが開催された。2017年からはアゼルバイジャングランプリと名称を変更して開催されている。アゼルバイジャンは世界でもチェスが盛んな国の一つとして知られており、ヨーロッパ大会での銅メダリストも輩出している。
2016年の第42回チェス・オリンピアードは首都・バクーで開催された。バレーボールは国内で人気のスポーツのうちの1つであり、2014年のCEV女子チャレンジカップでは優勝している。その他にも、フットサルや体操なども人気のスポーツとなっている。

## 著名な出身者
政治家
- エルダル・マフムドフ - 同国の政治家で内務省出身。
- ガルリ・カスパロフ - 政治家。ユダヤ人の父、アルメニア人の母を持つ。元チェス選手。
- スルタン・メジド・エフェンディエフ - アゼルバイジャン社会主義ソビエト共和国政治家でヒンメト創設者の一人。元は医師であった。
- ラミル・サファロフ - アゼルバイジャン陸軍少佐

文化人
- アッバースグリー・バキハノフ（アゼルバイジャン語版） - 科学者。生涯を地理・歴史・自然科学の知識普及に努めている。作家でもあり、多くの著書を遺している。
- メソード・エフェンディエフ - 科学者。ザカタラ出身。
- レフ・ランダウ - 理論物理学者。ユダヤ人の母の元に生まれた。バクー出身。
- ロトフィ・ザデー - 数学者であり科学者。ファジィ集合の提唱者として知られている。また 電気工学や計算機科学に長け、人工知能学者でもある。
- ハサン・ベイ・ザルバディ（英語版） - 19世紀のジャーナリスト。R&B歌手であるアイセル・テイムルザデの先祖に当たる。
- サキット・ママドブ - アゼルバイジャン共和国名誉アーティスト、ユネスコ芸術家協会会員。
- ニザーミー - 12〜13世紀、ペルシア語文学古典時代の詩人。ギャンジャにニザーミー廟がある。

音楽家
・ムスティスラフ・ロストロポーヴィチ　チェロ演奏家
- ウゼイル・ハジベヨフ - 作曲家。同国の国歌を作曲したことで知られる。
- エミン・アガラロフ -　国内で人気のポップシンガー[79]、アリエフ大統領の娘と結婚していたことがある[80]。不動産業の資産家であるアラス・アガラロフ（英語版）の息子[81]。
- エルダル・ガスモフ - 歌手。曽祖父に俳優のアッバス・ミルザ・シャリフザデ（アゼルバイジャン語版、英語版）、曾祖母に女優のマルズィイヤ・ダヴドヴァ（アゼルバイジャン語版、英語版）を持つ。
- カラ・カラーエフ - 作曲家。弟子（教え子）に同国の作曲家でピアニストのフランギス・アリ＝ザデーがいる。
- ヴァギフ・ムスタファ・ザデ - ジャズピアニストであり作曲家。ジャズに同国の民族音楽であるムガムを融合させて新しいカテゴリーを創ったことで知られる。娘にピアニストで作曲家のアジザ・ムスタファ・ザデ、クラシカルピアニストのララ・ムスタファ・ザデがいる。
- ファラドシュ・カラーエフ - 作曲家。カラ・カラーエフとは親子関係にある。
- アイセル・テイムルザデ - R&B歌手
- サビナ・ババイェヴァ - 歌手
- サフラ・アリザデ - 歌手
- サミル・ジャヴァドザデ - 歌手
- ディララ・カズモヴァ - 歌手
- ニガル・ジャマル - 歌手
- ファリド・マンマドフ - 歌手

スポーツ選手
- ヴァギフ・ジャヴァドフ - 元サッカー選手
- アンドレジーニョ - 元サッカー選手
- アラズ・アブドゥライェフ - サッカー選手
- マクシム・メドベデフ - サッカー選手
- ヒシャルジ・アウメイダ - サッカー選手
- ディミトリー・ナザロフ - サッカー選手
- トゥグルル・エラト - サッカー選手
- エルヌル・ママドリ - 元柔道家
- エルマール・ガシモフ - 柔道選手
- エレーナ・パルホメンコ - 元バレーボール選手
- オクサナ・パルホメンコ - 元バレーボール選手
- アイシャン・アブドゥラジモワ - バレーボール選手
- オクサナ・キセリョワ - バレーボール選手
- ナターワン・ガシモワ - バレーボール選手
- トフィック・ムサエフ - 総合格闘家
- ヴガール・ケラモフ - 総合格闘家
- マリヤ・スタドニク - レスリング選手

## 象徴

### 国花
アゼルバイジャンの国花には正式に定められていないが、チューリップ、バラ、カーネーション、アイリス、ユリなどが候補として挙げられている。

### 国獣
アゼルバイジャンの国獣はカラバフ馬である。

### ナショナルカラー
アゼルバイジャンは国旗に採用されている青（空色）、赤、緑をナショナルカラーとして規定している。